# Геммінген
Геммінген (нім. Gemmingen) — громада в Німеччині, знаходиться в землі Баден-Вюртемберг. Підпорядковується адміністративному округу Штутгарт. Входить до складу району Гайльбронн.
Площа — 19,08 км2. Населення становить 5256 ос. (станом на 31 грудня 2020).